# John Hervey
Lord John Hervey, 1. baron Hervey z Ickworthu (John Hervey, 1st Baron Hervey of Ickworth) (13. října 1696, Londýn, Anglie – 5. srpna 1743, Londýn, Anglie) byl britský politik, dvořan a spisovatel ze šlechtické rodiny Herveyů. Jako dědic 1. hraběte z Bristolu užíval od mládí titul lord Hervey, zastával funkce u dvora a ve vládě, v roce 1733 byl povolán do Sněmovny lordů. Proslul jako spisovatel a autor kontroverzních pamětí, které byly na příkaz královské rodiny vydány až sto let po jeho smrti. Zemřel ještě před otcem, titul hraběte z Bristolu zdědili postupně jeho tři synové, z nich vynikl irský místokrál George Hervey, 2. hrabě z Bristolu a admirál Augustus Hervey, 3. hrabě z Bristolu.

## Životopis

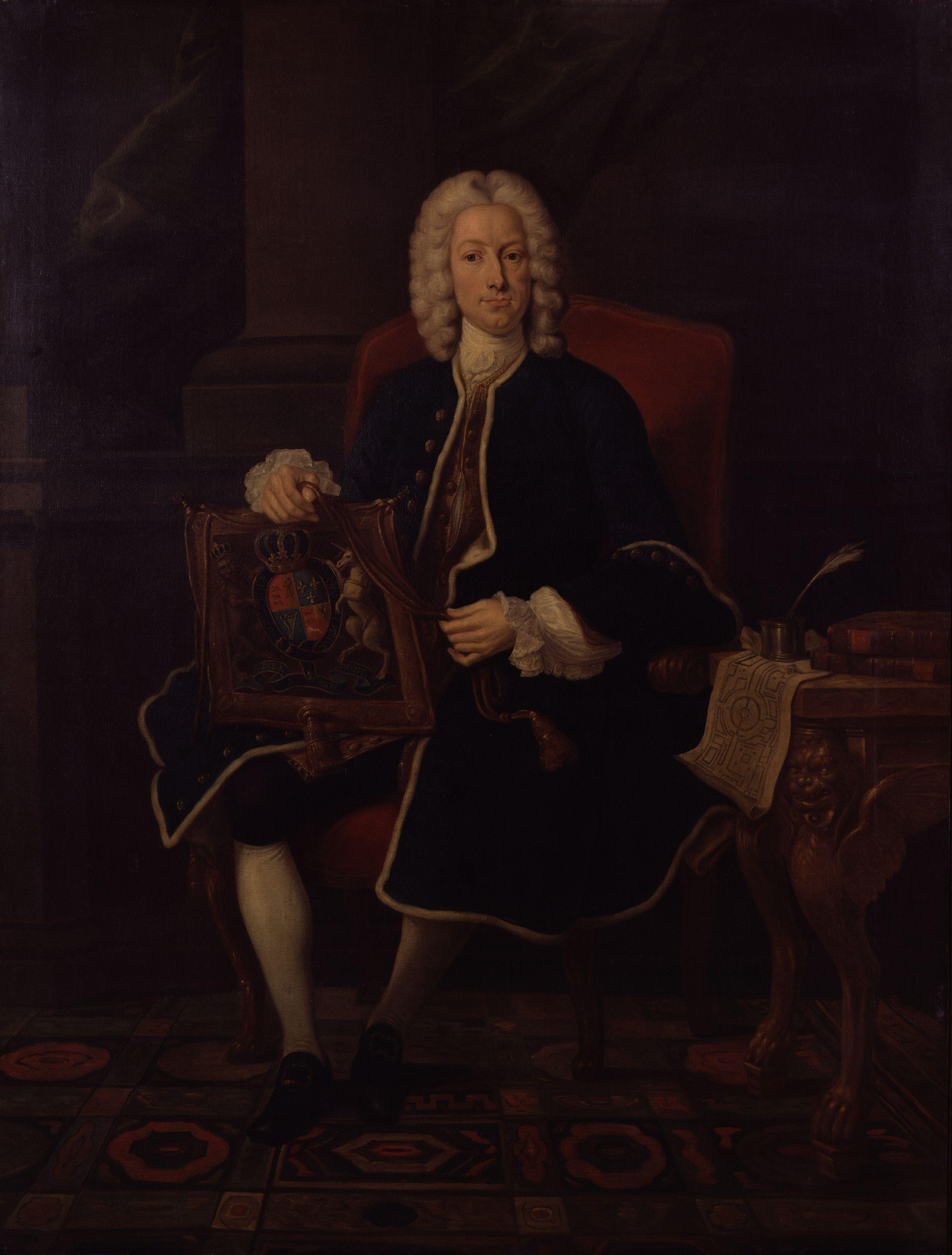
Lord John Hervey (Národní portrétní galerie (Londýn)

Pocházel ze staré šlechtické rodiny, která od 15. století vlastnila statky v Suffolku. Narodil se jako druhorozený syn 1. hraběte z Bristolu, matka Elizabeth, rozená Felton (1676–1741), byla v letech 1727–1737 hofmistryní královny Karolíny. Studoval ve Westminsteru a na univerzitě v Cambridge, v letech 1716–1717 podnikl kavalírskou cestu, navštívil Francii a Hannoversko. Otcovým následníkem se stal po smrti svého staršího bratra lorda Carra Herveye (1691–1723), který zemřel na neštovice. John byl v letech 1725–1732 poslancem Dolní sněmovny a patřil ke straně whigů, v roce 1733 byl povýšen na barona a stal se členem Sněmovny lordů. Mezitím začal zastávat vysoké posty u dvora, od roku 1730 byl členem Tajné rady a v letech 1730–1740 náměstkem nejvyššího komořího. Poté se stal členem vlády jako lord pokladu (1740–1742) a lord strážce tajné pečeti (1740–1742). V době nepřítomnosti Jiřího II. v Británii byl v roce 1741 členem místodržitelského sboru. Patřil k výrazným stoupencům premiéra Walpola, po jeho pádu musel odstoupit, funkci lorda strážce pečeti po něm převzal lord Gower. Po odchodu z vlády patřil ve Sněmovně lordů k předním osobnostem opozice proti Comptonově a Pelhamově vládě, kvůli zdravotnímu stavu ale své aktivity omezoval. Zemřel v Londýně ve věku 46 let a byl pohřben na rodovém sídle Ickworth House v Suffolku.
John Hervey vynikl jako bystrý pozorovatel své doby a spisovatel. Kromě několika filozoficko-politických polemik proslul jako autor deníkových záznamů z let 1727–1737, v nichž jako vysoce postavený dvořan otevřeně popisoval život v královské rodině včetně sporů mezi Jiřím II. a princem waleským. Rukopis byl chován v majetku rodiny Herveyů a na příkaz královské rodiny směl být zveřejněn až po smrti Jiřího III. Byl vydán až v roce 1848 pod názvem Memoirs of the Court of George II. Lord Hervey byl otevřený nejen k jiným, ale i sám k sobě, takže vzhledem k jeho bisexuální orientaci a pravděpodobnému poměru s několika významnými muži prošel deník před vydáním radikální cenzurou.

## Potomstvo
Jeho manželkou byla Mary Lepell (1706-1768), dcera generála Nicholase Lepella. Měli spolu osm dětí, tři synové postupně zdědili titul hrabat z Bristolu.
- George William Hervey, 2. hrabě z Bristolu (1721–1775), diplomat, místokrál v Irsku
- Augustus John Hervey, 3. hrabě z Bristolu (1724–1779), admirál
- Frederick Augustus Hervey, 4. hrabě z Bristolu (1730–1803), biskup v Derry
- William Hervey (1732–1815), generál